# Sapporo Atsubetsu Park Stadium
O Sapporo Atsubetsu Park Stadium é um estádio de futebol situado em Sapporo, Japão. O estádio, construído em 1980, tem uma capacidade de 20.861 pessoas.